# Mariners Apartment Complex
«Mariners Apartment Complex» es una canción de la cantante y compositora estadounidense Lana del Rey, lanzada el 12 de septiembre de 2018 por Polydor y Interscope Records como el primer sencillo de su sexto álbum de estudio Norman Fucking Rockwell! (2019). Del Rey escribió y produjo la canción junto con Jack Antonoff, siendo la primera colaboración entre ambos.

## Lanzamiento
El 7 de septiembre de 2018, Del Rey anunció que lanzaría dos nuevas canciones, con «Mariners Apartment Complex» siendo lanzada la siguiente semana. Más tarde compartió un fragmento de la canción acompañado del videoclip. La canción fue lanzada el 12 de septiembre después de ser estrenada en BBC Radio 1.

## Video musical
El videoclip de «Mariners Apartment Complex», grabado por la hermana de Del Rey, Chuck Grant, fue lanzado el 18 de septiembre de 2018.